# أمريلة زجاجية

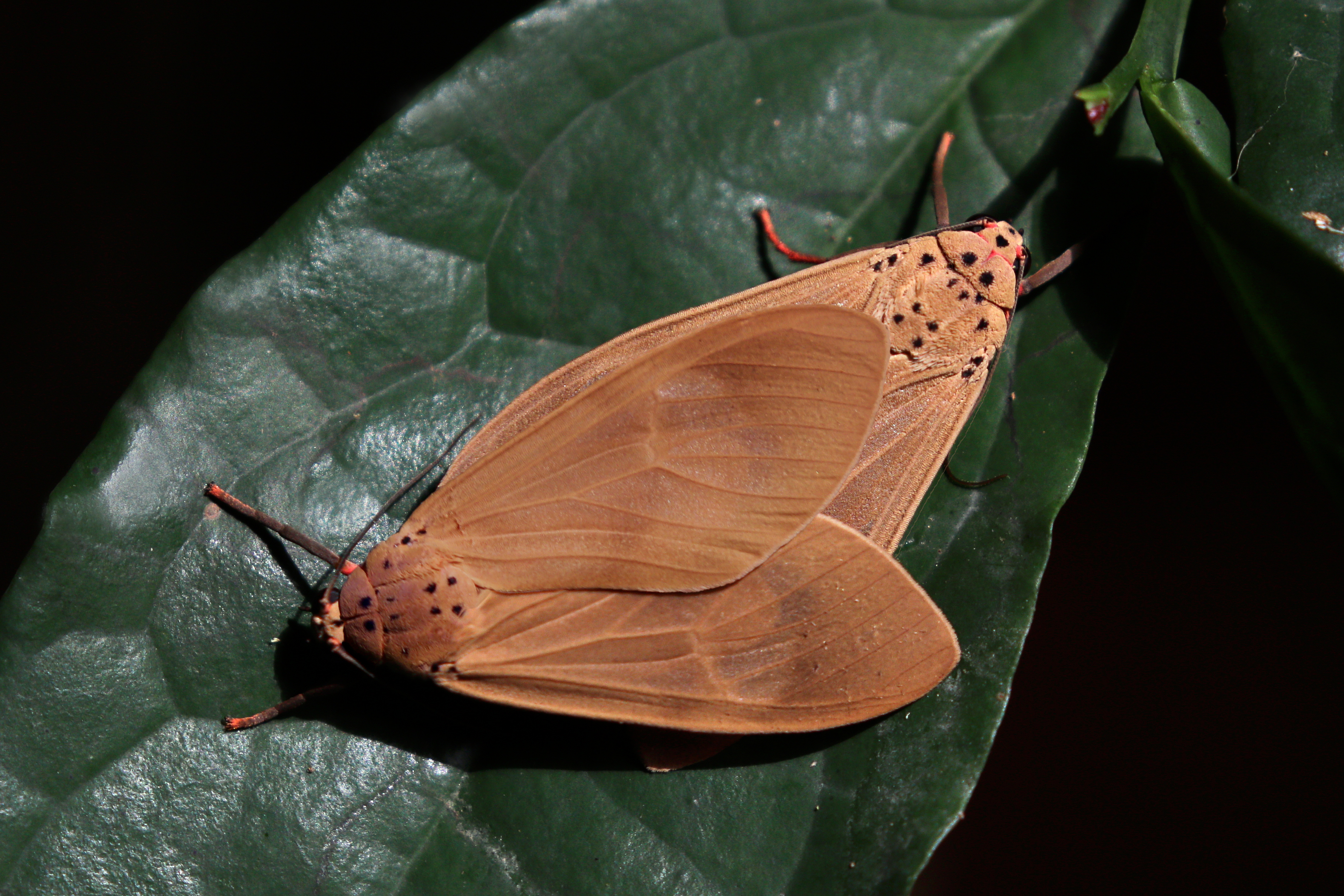
التزاوج ، غانا

الأمريلة الزجاجية «أميريلا فيتريا» هي نوع من عثة الفصيلة الفرعية Arctiinae. وصفها كارل بلوتز في عام 1880. وهي موجودة في أنغولا وبنين وبوركينا فاسو والكاميرون وجمهورية الكونغو وجمهورية الكونغو الديمقراطية وإريتريا وغامبيا وغانا وساحل العاج وكينيا وليبيريا ومدغشقر. وموزمبيق وناميبيا ونيجيريا ورواندا والسنغال وسيراليون والصومال وجنوب إفريقيا والسودان وتنزانيا وأوغندا وزامبيا وزيمبابوي.